# Оксалат иттербия(III)
Оксалат иттербия(III) — неорганическое соединение,
соль иттербия и щавелевой кислоты с формулой Yb2(C2O4)3,
не растворяется в воде,
образует кристаллогидраты — бесцветные (белые) кристаллы.

## Получение
- Действие щавелевой кислоты на растворимые соли иттербия:

{\displaystyle {\mathsf {2Yb(NO_{3})_{3}+3H_{2}C_{2}O_{4}\ {\xrightarrow {}}\ Yb_{2}(C_{2}O_{4})_{3}\downarrow +6HNO_{3}}}}

## Физические свойства
Оксалат иттербия(III) образует 
кристаллогидраты состава Yb2(C2O4)3•n H2O, где n = 5, 6 и 10 — бесцветные (белые) кристаллы.
Не растворяется в воде.

## Химические свойства
- Разлагается при нагревании:

{\displaystyle {\mathsf {Yb_{2}(C_{2}O_{4})_{3}\ {\xrightarrow {800-1000^{o}C}}\ Yb_{2}O_{3}+3CO_{2}+3CO}}}

## Применение
Оксалаты редкоземельных элементов используются для группового их отделения от тория. 